# Mádl Dalma
Mádl Dalma, született Némethy Dalma (Pécs, 1932. november 9. – Budapest,  2021. október 22.) közéleti személyiség, Mádl Ferenc köztársasági elnök felesége.

## Élete
Értelmiségi család késői harmadik gyermekeként született (két leánytestvére 14 és 9 évvel idősebbek).
1955-ben házasságot kötött Mádl Ferenccel.
Egy fiúgyermeke volt, aki 1961-ben született, s három unokája.
Az International Women’s Leaders Committee for Mental Health tagja volt.
2021. október 22-én hunyt el. A 89. születésnapján, 2021. november 9-én helyezték végső nyugalomra a Fiumei úti sírkertben, végső nyughelye férje, Mádl Ferenc köztársasági elnök mellett van.

## Tanulmányai
A budapesti Patrona Hungariae Gimnáziumban érettségizett, 1951-ben.

## Munkássága
Az érettségi után a Pécsi Gyermekkórházban, ezt követően 1957-től Budapesten, a Kertészeti Kutató Intézetben, majd 1964-től a Budapesti Műszaki Egyetemen a Mezőgazdasági Kémiai Technológiai Tanszék kutatócsoportjánál dolgozott.
A Katolikus Caritas jószolgálati nagykövete.
2005-ben a Polgári Magyarországért Alapítvány kitüntetésének átvétele után létrehozta az Istenadta Tehetség Alapítványt, amely a kistelepülések hátrányos helyzetű tehetséges gyermekeinek a tanulmányaihoz nyújt segítséget.

## Díjai, elismerései
- Katolikus Izabella-rend nagykeresztje (2005)
- Polgári Magyarországért díj (2005)
- Szent Erzsébet rózsája díj (2007)
- Magyar Szabadságért díj (2012)
- Mindszenty-emlékérem (2015)